# H-IIA
H-IIA (эйч-два-эй) — японская  ракета-носитель среднего класса, семейства H-II. Создана по заказу Японского агентства аэрокосмических исследований (JAXA) компанией Mitsubishi Heavy Industries.
Ракета H-IIA является дальнейшим развитием ракеты-носителя H-II, которая была значительно модифицирована (удалось снизить массу и количество деталей), что позволило повысить надёжность и вдвое снизить стоимость запусков.
Были созданы четыре варианта носителя H-IIA для различного спектра применений, позволяющие запускать спутники на разные орбиты, включая низкую околоземную, солнечно-синхронную и геопереходную.
Стартовый комплекс расположен в Космическом центре Танэгасима.
Впервые ракета этого типа была запущена 29 августа 2001 года. Шестой запуск, 29 ноября 2003 года, окончился неудачей, приведшей к потере двух разведывательных спутников, предназначенных для наблюдения за территорией Северной Кореи.
14 сентября 2007 года ракета-носитель была использована для вывода на орбиту Луны японского исследовательского аппарата SELENE. 20 мая 2010 года ракетой был запущен исследовательский зонд PLANET-C (Акацуки) для изучения атмосферы Венеры.
Начиная с тринадцатого запуска JAXA передала основные эксплуатационные функции по запуску ракеты компании Mitsubishi Heavy Industries, оставив за собой только общий надсмотр для соблюдения безопасности при запуске и во время полёта.

## Конструкция
За счёт использования композитных материалов из углерода удалось снизить массу и количество деталей.

### Первая ступень
Первая ступень ракеты-носителя H-IIA использует криогенные компоненты топлива: жидкий водород в качестве горючего и жидкий кислород в качестве окислителя с температурами −253 °C и −183 °C соответственно. Топливные баки выполнены из алюминиевого сплава, промежуточная секция в верхней части ступени сделана из композитного материала (алюминиевая основа, покрытая углепластиком).
Высота ступени составляет 37,2 м, диаметр — 4 м, стартовая масса — 114 т, из которых 101,1 — топливо.
Использует один жидкостный ракетный двигатель LE-7A, модифицированный двигатель LE-7 ракеты-предшественницы H-II. Хотя технические показатели модифицированного двигателя изменились незначительно, изменения значительно упростили процесс его сборки. Тяга двигателя составляет 1098 кН, удельный импульс — 440 с. Контроль вектора тяги обеспечивается отклонением двигателя от центральной оси.
Для стабилизации топлива в топливных баках и поддержания его рабочего давления используется сжатый гелий, содержащийся в трёх 84-литровых баллонах под давлением 308 бар.
Время работы ступени составляет 390 секунд, после чего происходит её отстыковка от второй ступени.

### Ускорители
На H-IIA использовались 2 вида твердотопливных ракетных ускорителей, которые присоединены по бокам первой ступени и обеспечивают основную тягу ракеты-носителя во время запуска. 4 разных варианта ракеты-носителя определялись различной конфигурацией видов и количества установленных твердотопливных ускорителей. Также в ходе разработки ракеты-носителя рассматривалась возможность использования дополнительных жидкотопливных ускорителей, создаваемых на базе первой ступени с двигателем LE-7A, но эти планы были отменены в пользу развития ракеты-носителя H-IIB.

#### SRB-A
Два или четыре твердотопливных ускорителя SRB-A (англ. solid rocker booster) производства компании IHI Corporation устанавливаются на всех версиях ракеты-носителя. В отличие от предшественника, который использовался на H-II и имел корпус из стали, SRB-A выполнен из композитного материала с применением углеволокна, что позволило снизить его вес и повысить прочность.
Первоначальная версия двигателя использовалась в первых шести  запусках. Во время шестого в ноябре 2003 года в результате локальной эрозии сопла одного из ускорителей была разрушена система крепления, что не позволило ему отсоединится от первой ступени. Вес ускорителя помешал ракете-носителю достичь необходимой скорости и высоты, в результате она была ликвидирована по команде с Земли. Исходя из результатов расследования причин аварии, была проведена модификация ускорителя, в частности изменена форма сопла для снижения температурной нагрузки, с той же целью снижена тяга и увеличено время горения. Улучшенный двигатель использовался с седьмого по семнадцатый запуски, но в связи с тем, что проблема с эрозией сопла не была решена окончательно, последовал переход на нынешнюю версию SRB-A3. Путём проведения ещё одной модификации сопла удалось избавиться от проблем с эрозией, первый запуск с ускорителями SRB-A3 был выполнен 11 сентября 2010 года.
Высота ускорителя составляет 15,1 м, диаметр — 2,5 м, стартовая масса пары ускорителей — 151 т. Максимальная тяга двух ускорителей достигает 5040 кН, удельный импульс 283,6 с, время работы — 100 с. Используется топливо на основе HTPB.
Существует два варианта ускорителя SRB-A3, они выбираются в зависимости от потребностей конкретной миссии: первый обеспечивает более высокую тягу с более коротким горением, второй — продолжительное горение со сниженной тягой.

#### SSB
SSB — сокращение от англ. solid strap-on booster. В версиях ракеты-носителя 2022 и 2024 дополнительно к двум ускорителям SRB-A использовались соответственно 2 или 4 модифицированных твердотопливных ускорителя Castor-4AXL производства компании Alliant Techsystems (ATK). Использование этих ускорителей прекращено с целью уменьшения количества версий ракеты-носителя до двух для снижения финансовых затрат на обслуживание.
Диаметр ускорителей составлял 1,02 м, высота — 14,9 м, стартовая масса пары ускорителей — 31 т. Тяга пары ускорителей 1490 кН, удельный импульс 282 с, время работы 60 сек. Так же используется топливо на основе HTPB.

### Вторая ступень
Строение второй ступени повторяет основные черты первой для снижения производственных затрат. Топливные баки выполнены из алюминиевого сплава, в качестве топлива используются жидкий водород и жидкий кислород.
Высота ступени составляет 9,2 м, диаметр — 4 м, стартовый вес — 20 т, из которых топливо — 16,9 т.
На ступень установлен один жидкостный ракетный двигатель LE-5B, производный от двигателя LE-5A, устанавливаемого на ракете H-II. Тяга двигателя составляет 137 кН, удельный импульс — 448 с. Двигатель может быть перезапущен многократно, что позволяет выводить полезную нагрузку на разные орбиты в ходе одного запуска. Общее время работы двигателя — до 530 секунд. Контроль вектора тяги по тангажу и рысканию обеспечивается отклонением двигателя, для контроля вращения используются маленькие гидразиновые двигатели.

#### Модернизация ступени 2015 года
В 2015 году проведено усовершенствование второй ступени, главной целью которого является обеспечение возможности производить выведение спутников на геопереходную орбиту с остаточным бюджетом дельта-v в 1500 м/с до геостационарной орбиты (до этого спутники выводились на орбиту с остаточным дельта-v в 1830 м/с). Методика улучшенного выведения подразумевает повышение перигея орбиты со стандартных 250 км до 2700 км тремя запусками двигателя второй ступени вместо стандартных двух, третьему запуску двигателя предшествует длительный (4 часа) период свободного полёта ступени.
Для поддержания работоспособности ступени в течение этого периода были произведены такие изменения:
- ступень покрыта специальной белой краской для отражения солнечного света и снижения уровня испарения криогенного топлива в баках,
- установлена новая система захолаживания двигателя перед запуском, на треть снижающая расход жидкого кислорода во время этого процесса,
- используется постоянное вращение ступени в течение свободного полёта, чтобы солнце не светило постоянно на одну сторону ступени, это позволяет поддерживать единую температуру для всего топлива,
- для осаждения топлива в нижнюю часть баков (перед запуском двигателя и с целью снижения его испарения в фазе свободного полёта) до этого использовались гидразиновые двигатели, но запаса топлива не хватило бы на многочасовую миссию, поэтому для этого используются газы испаряющихся компонентов топлива,
- установлены увеличенная литий-ионная батарея для длительного поддержания энергообеспечения ступени и высокопроизводительная антенна для обеспечения надёжного поступления необходимых данных состояния ступени даже при достижении высоты геостационарной орбиты[8].

Для повышения точности выведения полезной нагрузки на орбиту двигатель второй ступени получил способность к дросселированию до 60 % от максимальной тяги.
Кроме того, значительно снижена перегрузка, оказываемая на полезную нагрузку, за счёт новой не пиротехнической системы отстыковки космического аппарата.
Впервые обновлённая вторая ступень использована во время 29-го запуска 24 ноября 2015 года.

### Головной обтекатель
Стандартный, наиболее часто используемый обтекатель (4S, англ. short — «короткий») имеет диаметр 4 м, длину 12 м и вес 1400 кг. Также может быть использован пятиметровый короткий обтекатель (5S) и удлинённый вариант четырёхметрового обтекателя (4/4D-LC) для одновременного запуска двух крупных спутников.

## Варианты ракеты-носителя «H-IIA»
Версия запускаемой ракеты-носителя обозначается в трёх или четырёх цифрах.
- Первая цифра обозначает количество ступеней ракеты-носителя и всегда равна 2.
- Вторая цифра обозначает количество жидкотопливных ускорителей (LRB, liquid rocket booster) и может быть 0, 1 и 2. На практике всегда 0, поскольку такие ускорители не используются.
- Третья цифра обозначает количество твердотопливных ускорителей SRB-A[яп.] (SRB, solid rocket booster) и может быть 2 или 4.
- Четвёртая цифра (используется при необходимости) обозначает количество твердотопливных ускорителей Castor-4AXL[англ.] (SSB, solid strap-on booster) и может быть 2 или 4.

В эксплуатации находятся только версии 202 и 204. Версии 2022 и 2024 сняты с эксплуатации, в последний раз были запущены в 2007 и 2008 году соответственно.
Таблица характеристик версий ракеты-носителя
| Версии             | Версии             | Действующие | Действующие | Сняты с эксплуатации | Сняты с эксплуатации | Отменены | Отменены |
| Версии             | Версии             | H2A202      | H2A204      | H2A2022              | H2A2024              | H2A212   | H2A222   |
| ------------------ | ------------------ | ----------- | ----------- | -------------------- | -------------------- | -------- | -------- |
| Масса (т)          | Масса (т)          | 289         | 443         | 321                  | 351                  | 403      | 520      |
| ПН на ГПО-1830 (т) | ПН на ГПО-1830 (т) | 4           | 5,95        | 4,5                  | 5                    | 7,5      | 9,5      |
| ПН на ГПО-1500 (т) | ПН на ГПО-1500 (т) | 2,97        | 4,82        | -                    | -                    | -        | -        |
| ПН на НОО (т)      | ПН на НОО (т)      | 10          | 15          | -                    | -                    | -        | -        |
| Ускорители         | SRB-A              | 2           | 4           | 2                    | 2                    | 2        | 2        |
| Ускорители         | SSB                | -           | -           | 2                    | 4                    | -        | -        |
| Ускорители         | LRB                | -           | -           | -                    | -                    | 1        | 2        |

Данные полезной нагрузки на 31 октября 2015 года с учётом стандартного обтекателя (4S) и улучшенной второй ступени.

## Развитие ракеты-носителя
Результатом усилий JAXA по дальнейшему развитию своих ракет-носителей (в частности по увеличению диаметра бака для криогенного топлива в целях увеличения массы выводимой полезной нагрузки) стало создание ракеты-носителя H-IIB, первый запуск которой был произведён 10 сентября 2009 года. С его помощью на околоземную орбиту к Международной космический станции был доставлен первый японский транспортный корабль «HTV».
H-IIA планировалось заменить после 2020 года новой ракетой-носителем H3.
Первый запуск ракеты H3 должен был состояться 17 февраля 2023 года, но его остановили из-за несработавших твердотопливных ускорителей. Следующий запуск 7 марта закончился неудачей — полёт пришлось прервать из-за отказа двигателя второй ступени и невозможности спрогнозировать успешное завершение миссии. Первый успешный запуск H3 состоялся 17 февраля 2024, после  еще трёх успешных запуска H3 и двух запусков H-IIA эксплуатация носителей семейства H-II была прекращена. Последний запуск H-IIA состоялся 28 июня 2025 года. На орбиту был выведен спутник экологического мониторинга GOSAT-GW.